# クロムハーツ
クロムハーツ（Chrome Hearts）は、ハリウッドのリチャード・スターク(Richard Stark)により1988年に設立された925シルバーアクセサリーの高級ジュエリーブランド。銀製品以外にも、22Kイエローゴールド、18Kホワイトゴールド、最高級品質の革製品なども取り扱っている。すべてのアイテムは、ハリウッドで作られている。アメリカ・ファッション・デザイナーズ協会（en:Council of Fashion Designers of America）アクセサリー部門最優秀賞受賞（1992年）。

## 概要
1960年5月19日、ニューヨーク州ユーティカで生まれたリチャード・スタークは、最初は大工の見習いとして、建築会社で修行していた。同社は建築のほかに皮革製品輸入業も行っており、スタークは商品に身近に接している内に大工をあきらめ、皮革製品のセールスに転進する事を決意した。
元々、バイクが趣味であった事もあり、愛車のハーレーダビッドソンで全米をセールスで巡回している間に、同じ皮革製品のセールスをしていたジョン・バウマンと知り合い、バイク用皮革ファッションの共同ビジネスが始まった。2人はビジネスの傍ら、既存のバイク用ファッションにあきたらず、自分で身に付けたいファッションを求めるようになり、彫金職人であったレナード・カムホートを引き込み、バイク用皮革ファッションのビジネスを始めた。

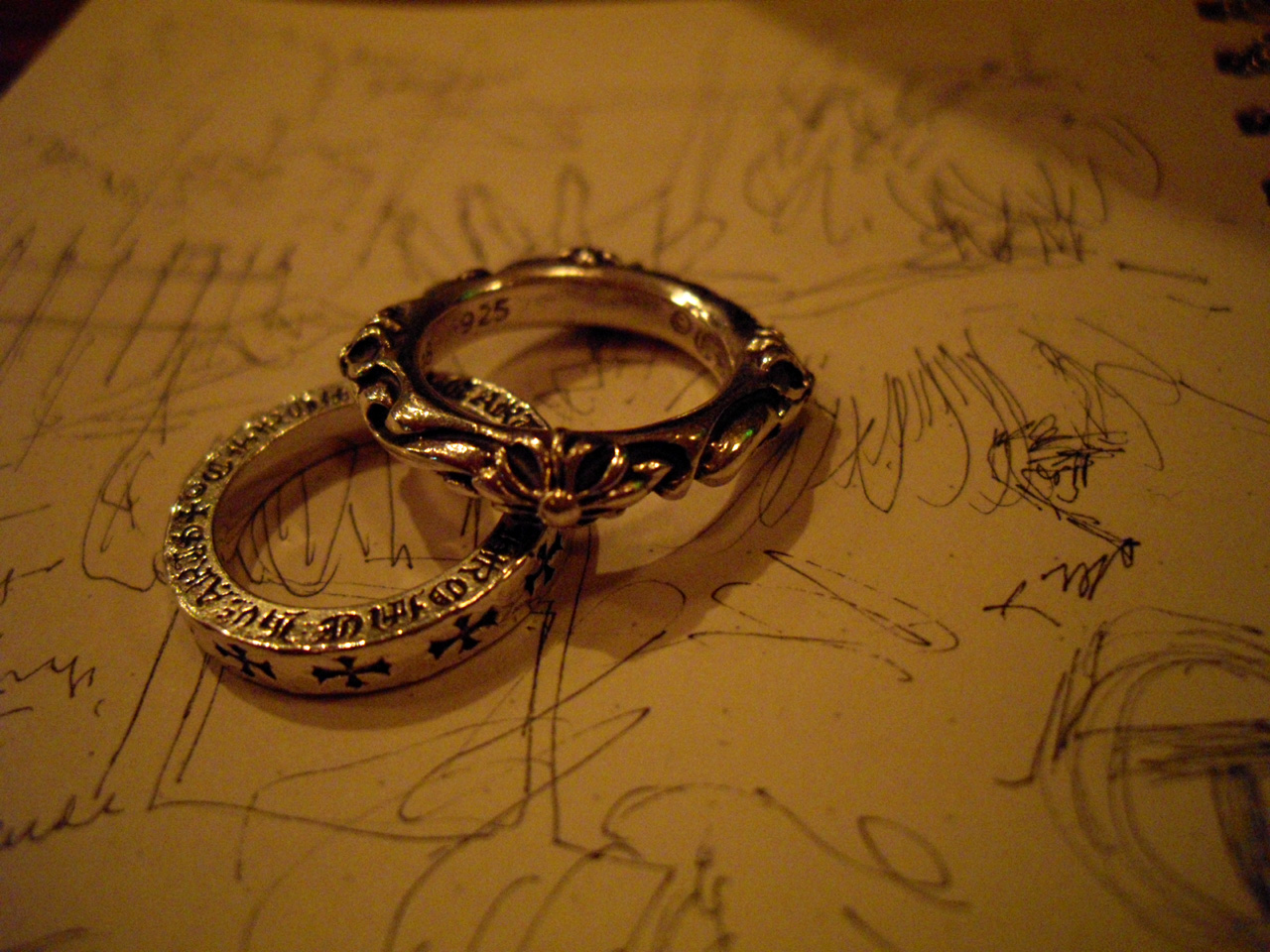
クロムハーツの指輪

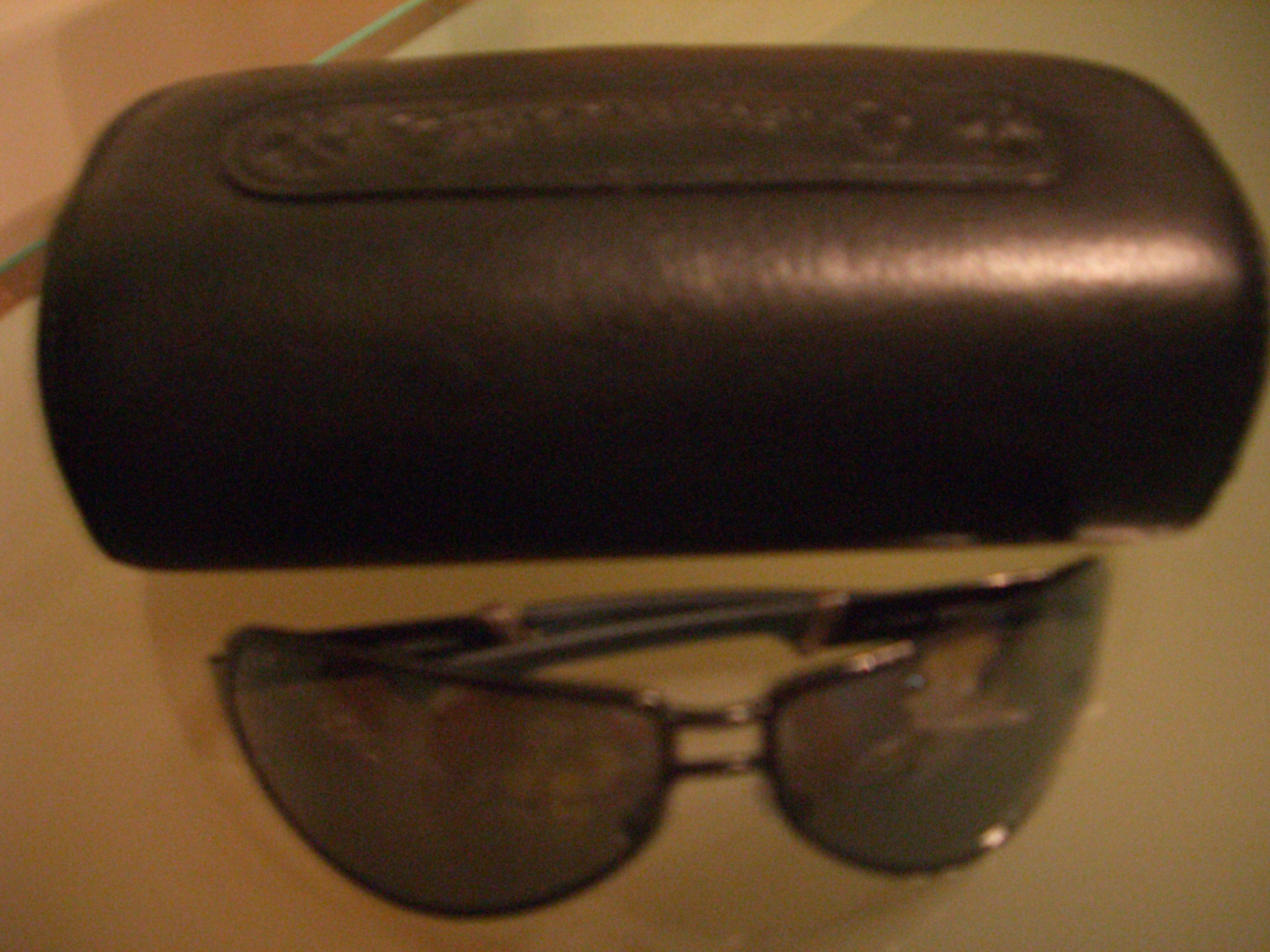
クロムハーツのFreedomサングラス

現在のクロムハーツの主力商品であるシルバーアクセサリーは、元々バイク用皮革製品のボタンやファスナーなどであったが、デザインの斬新さが、特に広告戦略をせずとも口コミで全米のバイク愛好家の間で評判になり、単独商品として販売される様になった。現在はボタン・ファスナーだけでなく、ペンダントや指輪・ブレスレット・ネックレス・眼鏡・子供用製品など、多種多様な商品が販売され、手作り加工で商品数が少ない上に市場人気が高い事もあり、入手しにくいファッションブランドの一つとして上げられるようになった。
発祥の地であるアメリカでは、ハリウッドの映画スターやミュージシャンなどの世界のトップセレブリティが愛用している事から人気になり、日本でも有名芸能人・タレントが愛用している事から、人気に拍車がかかる状況となっている。ツアー衣装の提供をした関係で、氷室京介がコラボレーションアイテムを展開している。コム・デ・ギャルソンでは、クロムハーツのボタンを使用したシャツのタグに「クロム・デ・ギャルソン」というタグを付けていた事もある。現在日本国内において10店舗の専門店を展開。

## 正規専門店

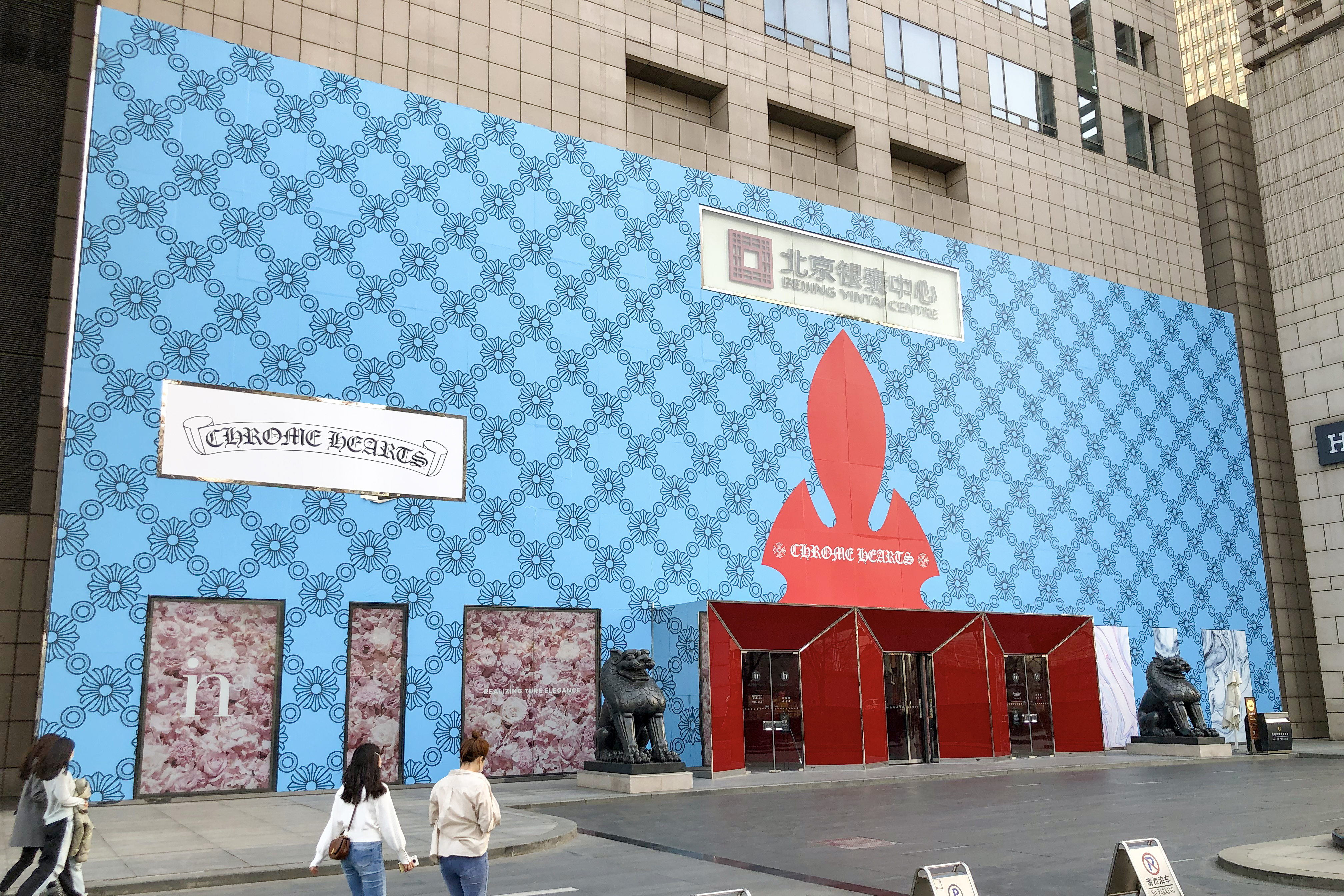
クロムハーツの専門店（北京銀泰センター）

現在、クロムハーツの正規専門店は次の場所にある。
アメリカ：ニューヨーク、ロサンゼルス、マリブ、ラスベガス、ホノルル、マイアミ、アスペン
アジア：東京、大阪、名古屋、福岡、神戸、香港、台北、ソウル、釜山、北京、杭州、成都
ヨーロッパ：パリ、カンヌ、ロンドン、マンチェスター
カリブ海：サン・バルテルミー島

## 歴史
- 1988年 - リチャード・スターク、ジョン・バウマン、レナード・カムホートの3人によって設立される。
- 1989年 - 映画衣装の制作活動を本格的に開始。
- 1990年 - 日本国内においてインテレクチュアルギャラリーが取り扱いを開始。日本初の正規取扱店となる。
- 1991年 - 川久保玲のコム・デ・ギャルソン青山店（東京）が取り扱いを開始。COMME des GARCONS x Chrome Hearts 限定。
- 1992年 - ユナイテッドアローズ（東京）が取り扱いを開始。アメリカ・ファッション・デザイナーズ協会（CFDA）アクセサリー部門最優秀賞受賞。
- 1994年 - ハリウッドに本社を移転。
- 1995年 - レナード・カムホートが脱退。デボン・ウィラーと共にロサンゼルスにて別ブランドの「LEONARD KAMHOUT.INC.」を設立する。
- 1996年 - 専門店「CHROME HEARTS N.Y.C」がアメリカ・ニューヨークにてオープン。
- 1997年 - 実験店としてクロムハーツのオンリーショップ「UTICA」をユナイテッドアローズ原宿本店前にオープン。
- 1999年 - 専門店「CHROME HEARTS TOKYO AOYAMA」が日本・東京にて南青山に、日本1号店オープン。
- 2000年 - 専門店「CHROME HEARTS L.A」がアメリカ・ロサンゼルスにてオープン。
- 2001年 - 実験店であった「UTICA」が専門店「CHROME HEATS HARAJUKU」として日本・東京に、日本2号店オープン。
- 2001年 - 専門店「CHROME HEARTS OSAKA SHINSAIBASI」が日本・大阪に、日本3号店オープン。
- 2003年 - 専門店「CHROME HEARTS HONG KONG」が香港にてオープン。
- 2006年 - 専門店「CHROME HEARTS PARIS」がフランス・パリにてオープン。
- 2007年 - 専門店「CHROME HEARTS LONDON」がイギリス・ロンドンにてオープン。
- 2007年 - 専門店「CHROME HEARTS TAIPEI」が台湾・台北にてオープン。
- 2008年 - 専門店「CHROME HEARTS FUKUOKA TENJIN」が日本・福岡に、日本4号店オープン。
- 2008年 - 専門店「CHROME HEARTS NAGOYA」が日本・名古屋に、日本5号店オープン。
- 2009年 - 専門店「CHROME HEARTS SEOUL」が韓国・ソウルにてオープン。
- 2010年 - 専門店「CHROME HEARTS GINZA」が日本・東京に、日本6号店オープン。
- 2011年 - 専門店「CHROME HEARTS KOBE」が日本・神戸に、日本7号店オープン。
- 2012年 - インテレクチュアルギャラリーが取扱を終了。
- 2012年 - 専門店「CHROME HEARTS TOKYO SHINJUKU」が日本・東京に、日本8号店オープン。
- 2013年 - 専門店「CHROME HEARTS OSAKA UMEDA」が日本・大阪に、日本9号店オープン。
- 2014年 - 専門店「CHROME HEARTS FUKUOKA DAIMYO」が日本・福岡に、日本10号店オープン。
- 2014年 - 専門店「CHROME HEARTS BEIJING」が中国・北京にてオープン。
- 2019年 - 専門店「CHROME HEARTS St. Barth」がサン・バルテルミー島にてオープン。
- 2020年 - 専門店「CHROME HEARTS ASPEN」がアメリカ・アスペンにてオープン。